# Polygonum icaricum
Polygonum icaricum är en slideväxtart som beskrevs av Karl Heinz Rechinger. Polygonum icaricum ingår i släktet trampörter, och familjen slideväxter. Inga underarter finns listade i Catalogue of Life.